# اینگو اشتاینهوفل
اینگو اشتاینهوفل (آلمانی: Ingo Steinhöfel؛ زادهٔ ۲۹ مهٔ ۱۹۶۷) وزنه‌بردار اهل آلمان بود.
وی در مسابقات کشوری و بین‌المللی در مجموع برندهٔ ۱ مدال نقره شده‌است.